# Mary Kate & Ashley på farten
Mary Kate & Ashley på farten er en amerikansk tegnefilmsserie baseret på Mary-Kate og Ashley Olsen.

## Handling
Specialagenterne Misty og Amber (Mary-Kate og Ashley) bekæmper skurke verden over. Ved hjælp af high tech-dimser og deres egen stil udfører de redningsaktioner og beskytter planeten over fem afsnit.
I dette afsnit prøver de mentale kræfter med den berygtede kosmetikdronning Renee La Rouge. Uanset om det handler om frembringelse af tankekontrollerende makeup i Paris, sabotage af et katteshow i Cairo eller klovnerier i et cirkus i Quebec, sætter hun de to agenter på den ultimative prøve.

## Danske stemmer
- Amalie Dollerup – Mary Kate
- Julie Lund – Ashley

| Fjernsyn | Spire Denne artikel om et tv-program er en spire som bør udbygges. Du er velkommen til at hjælpe Wikipedia ved at udvide den. |